# نوایی (خوی)
نوایی، روستایی است از توابع بخش ایواوغلی و در شهرستان خوی استان آذربایجان غربی ایران.

## جمعیت
این روستا در دهستان ولدیان قرار داشته و براساس سرشماری مرکز آمار ایران در سال ۱۳۹۵، جمعیت این روستا برابر با ۲۹۰ نفر (۹۲ خانوار) بوده‌است. 